# Литовська Вікіпедія
Литовська Вікіпедія (лит. Lietuviškoji Vikipedija) — розділ Вікіпедії литовською мовою. Створений 20 лютого 2003 року.
Литовська Вікіпедія станом на 24 березня 2025 року містить 221 697 статей, 196 122 зареєстрованих користувачів, 361 активного дописувача, 9 адміністраторів
. Загальна кількість сторінок в литовській Вікіпедії — 551 504, редагувань — 7 511 132, завантажених файлів — 26 395
. Глибина (рівень розвитку мовного розділу) литовської Вікіпедії мала і становить 30.1 пунктів
. 

## Історія
- 14 грудня 2005 — створена 10 000 стаття
- 1 серпня 2007 — створена 50 000 стаття
- 18 січня 2010 — створена 100 000 стаття
- 17 жовтня 2020 — створена 200 000 стаття